# Цицеронизам
Цицеронизам (итал. ciceronianismo или ciceronismo од итал. ciceroniano) је имитирање Цицероновог стила и језика, назив за стилистичку струју у италијанском хуманизму , насталу почетком 15. вијека, када су напуштене средњовјековне норме латинског стила, садржане у приручницима названим Вјештине пјесничког обликовања (Artes dictandi). У оквиру ове струје издвојиле су се двије групе писаца које су цицеронизам различито схватале: на челу прве је био Полицијано, који је латински језик прилагођавао свом пјесничком надахнућу и машти и прихватао употребу пјесничких неологизама, названих „чудовишне ријечи” (portenta verborum), док се друга група слијепо држала Цицероновог стила одбацујући сваку новину.